# エヴフィミヤ・ウラジミロヴナ
エヴフィミヤ・ウラジミロヴナ（ロシア語: Евфимия Владимировна、? - 1139年4月4日）は、キエフ大公ウラジーミル2世の娘である。ハンガリー語名はエウフェーミア（ハンガリー語: Eufémia）。

## 生涯
エヴフィミヤは1112年にハンガリー王カールマーンと結婚した。しかし、カールマーンは重い病気に苦しめられていたが、エヴフィミヤの姦通を暴き、キエフへ送り返した。キエフにおいて、エヴフィミヤは息子のボリス(ru)（1113年 - 1155/6年）を出産し、ボリスは後にハンガリー王位継承権を主張することになるが、カールマーンはボリスを自身の家門の子と認めなかった。その後エヴフィミヤはキエフ近郊の修道院に入り、残りの人生をそこで過ごした。